# Los entresijos de la FIFA
Los entresijos de la FIFA (título original FIFA Uncovered) es una miniserie documental estrenada en Netflix el 9 de noviembre de 2022. Consiste en cuatro episodios que rondan entre 51 y 59 minutos de duración cada uno, donde se revela la historia detrás de la organización y lo que se necesita para albergar un mundial, desde las luchas de poder hasta la política global. La plataforma ahonda con varios testimonios y una investigación profunda sobre la pérdida de credibilidad, el ambiente interno y los escándalos y corrupciones que acompañan a la FIFA, la mayor organización del "deporte rey", bajo la gestión de Joseph Blatter.

## Historia
La FIFA fue creada por siete asociaciones europeas aficionadas en 1904, sin dinero de por medio; esto cambió siete décadas después, cuando Stanley Rouss y después João Havelange integraron en la organización, acabando en la sucesión de Joseph Blatter. Así, se daba comienzo a una etapa de corrupción y negocios antiéticos; Blatter estuvo al frente de la FIFA durante 17 años y acabó siendo acusado de lavado de dinero, fraude y crimen organizado.
De ser un club de aficionados, la corporación se convirtió en un gran negocio para unos pocos.

### Década 2010
Las investigaciones comenzaron en la década de 2010, cuando el FBI seguía la pista a una organización de crimen organizado rusa, y más tarde se reveló la indagación a Chuck Blazer, miembro del Comité Ejecutivo de la FIFA por un desacuerdo con sus reportes de impuestos. La fusión de ambas carpetas resultó en evidencias sobre irregularidades de la entrega de los mundiales que se le concedieron a Rusia (2018) y a Catar (2022). De esta manera se comenzaron a realizar descubrimientos sobre una amplia red de pago de favores y sobornos que apuntaban directamente a la institución.

### FIFA Gate
Se conoce como FIFA Gate al caso de corrupción en la FIFA que estalló en mayo de 2015 en Suiza, cuando las autoridades irrumpieron en el Hotel Baur au Lac, en Zúrich, donde se celebraba el congreso nº65 de la organización para elegir al nuevo presidente; los dos candidatos eran Joseph Blatter y el aspirante príncipe Ali bin Hussein . Se acusaron a un total de 14 personas con cargos de fraude, lavado de dinero, crimen organizado y cobro de sobornos por 150 millones de dólares, como resultado de años de numerosas investigaciones por parte del FBI y del IRS-CI.

### Cargos y desenlace
Un mes después, Sepp Blatter anunció su dimisión de la corporación, lo que impulsó a Michel Platini a revelar su candidatura y así sucederle en el cargo; es entonces cuando se da lugar a múltiples extradiciones de mandatarios o directivos, como Eugenio Figueredo, Jack Austin Warner y Jeffrey Webb.
En octubre de 2015, el Comité de Ética de la FIFA aplicó la suspensión durante 90 días a Blatter, Platini y Jérôme Valcke, el entonces secretario general. Días después, Gianni Infantino (secretario general de la UEFA) presentó su candidatura como presidente de la FIFA, y el 26 de febrero de 2016 se oficializó. 
Finalmente, Joseph Blatter fue sancionado en diciembre de 2015 con un veto de ocho años a no ejercer ninguna actividad relacionada con el deporte; Michel Platini recibió una similar después de haber sido acusado de una posible participación en el proceso que llevó a la elección de Catar como sede de la Copa Mundial 2022.

## Sinopsis
Es evidente que los escándalos, conspiraciones, fraudes y casos de corrupción ensuciaron de manera semipermanente la imagen y reputación de la corporación deportiva, y el hecho de cambiar esta percepción resultará complicado. El documental presenta la vida interna de una compañía regida por el ego y ambición, las luchas de poder y los intereses políticos. 
"Desde luchas de poder hasta cuestiones de política mundial: un análisis de la FIFA revela su accidentada historia... y qué necesita un país para albergar un Mundial". Así presenta Netflix la miniserie en su sinopsis.

## Episodios
Cada uno de los episodios abarca diferentes épocas de la historia del futbol enlazadas con la FIFA.
Episodio 1
En 2015, 14 miembros del Comité Ejecutivo de la FIFA son arrestados bajo sospechas de corrupción. Se lleva a cabo una investigación que analiza cómo se decide qué país va a ser la sede del Mundial.
Episodio 2
Joseph Sepp Blatter se convierte en el presidente de la FIFA de manera sospechosa. Los rumores envuelven a Jack Warner, miembro del comité, cuando África es elegida sede del Mundial de 2010.
Episodio 3
Tras el inesperado triunfo de Rusia y Catar en la votación de las sedes del Mundial 2018 y 2022, salen a la luz las turbias maniobras que apuntan a sobornos y traiciones.
Episodio 4
Chuck Blazer hace un trato para eludir la cárcel. Blatter afronta una peliaguda reelección. La FIFA trata de limpiar su imagen, pero su futuro plantea varias dudas.

## Recepción
En general la miniserie obtuvo críticas tanto neutrales como positiva, si bien es cierto que la demanda más popular fue que los directores hubieran retratado una crítica más directa. Así, la intención del equipo parece ser mostrar a los espectadores todo lo "sucio" que hay detrás del mundo del futbol, deporte que socialmente suele idealizarse y que debería normarse con un sentido moral y ético.
Dan Einav, en su reseña para ft.com, da luz a este punto:

"El documental, cabe destacar, no se propone demonizar Qatar; más bien, contextualiza la Copa Mundial de este año como un ejemplo de la falta más amplia de probidad y transparencia en la gobernanza de futbol. Tampoco busca activamente pinchar la conciencia de los espectadores o alentar el boicot"
Dan Einav, ft.com

Por otro lado, en su reseña para Decider, Scott Hines señala que

"Es un tema fascinante, y 'FIFA Uncovered' es un documental detallado y bien realizado, pero estirarla a un metraje de 4 horas es pedirle demasiado a la mayoría de los espectadores".
Scott Hines, Decider

Jack Seale, por su parte, escribió para The Guardian:

"Un documental extrañamente emocionante que muestra la expansión global del 'jogo bonito', y es tan impactante que te avergonzará ser fan (...)".
Jack Seale, The Guardian